# Lajia
Landsbyen Lajia er et arkæologisk fund, nordvest i Qinghai-provinsen i Kina.
Laija var en del af Qijia-kulturen (2400 f.Kr. – 1900 f.Kr.), altså tidlig bronzealder. Landsbyen blev opdaget i år 2000, og dækker et område på ca 200.000 m². Arkæologer mener at landsbyen blev forladt da den blev ramt af et jordskælv og en påfølgende oversvømmelse.
I 2005 blev verdens ældste intakte nudler fundet her, fra omkring 2000 f.Kr. Disse var lavet af hirse.
35°51′42″N 102°48′37″Ø / 35.8617°N 102.8103°Ø